# Гробље кућних љубимаца 2
Гробље кућних љубимаца 2 (енгл. Pet Sematary Two) амерички је хорор филм из 1992. године, редитељке Мери Ламберт, са Едвардом Ферлонгом, Ентонијем Едвардсом, Кленсијем Брауном и Џаредом Раштоном у главним улогама. Представља наставак филма Гробље кућних љубимаца из 1989, који је рађен по истоименом роману Стивена Кинга.
Филм је премијерно приказан 28. августа 1992, у дистрибуцији продукцијске куће Парамаунт пикчерс. Није успео да понови успех свог претходника ни у погледу зараде ни у погледу оцена критичара. На сајту Ротен томејтоуз оцењен је  са 22%, а на Метакритику са 35%. Упркос негативним реакцијама на филм, Едвард Ферлонг и Кленси Браун су добили похвале за своје перформансе. Ферлонг је био номинован за Награду Сатурн за најбољег младог глумца, која је на крају припала Скоту Вајнгеру за насловну улогу у Аладину.
Након неуспеха овог дела, није снимљен ниједан наставак Гробља кућних љубимаца, али је 2019. снимљен римејк оригиналног филма.

## Радња
Неколико година након догађаја из претходног дела, 13-годишњи Џеф Метјуз се са својим оцем Чејсом, ветеринаром по струци, сели у Мејн, родни град Џефове мајке, која је страдала у несрећи док је снимала филм. Џеф се спријатељује са Друом Жилбером, чији очух, шериф Гас, га непрестано малтретира. Када једног дана, Гас убије Друовог пса Зовија, Џеф одлази са Друом на Гробље кућних љубимаца, где га закопају. Зови оживљава, али се трагедија породице Крид пресликава на Џефа и Друа.

## Улоге
| Глумац           | Улога             |
| ---------------- | ----------------- |
| Едвард Ферлонг   | Џеф Метјуз        |
| Џејсон Макгвајер | Дру Жилбер        |
| Ентони Едвардс   | др Чејс Метјуз    |
| Дарлан Флугел    | Рене Халоу-Метјуз |
| Џаред Раштон     | Клајд Паркер      |
| Сара Тригер      | Маржори Харгроув  |
| Лиса Валц        | Аманда Жилбер     |
| Кленси Браун     | шериф Гас Жилбер  |
| Роберт Истон     | свештеник         |